# Joseph Strickland
Joseph Edward Strickland (Fredericksburg, Texas, 31 de outubro de 1958) é um clérigo americano e bispo de Tyler de 2012 até 2023, quando foi removido pelo Papa.

## Biografia
O bispo de Lubbock, Michael Jarboe Sheehan, o ordenou diácono em 8 de dezembro de 1984, e o bispo de Dallas, Thomas Ambrose Tschoepe, o ordenou sacerdote em 1º de junho de 1985. Foi incardinado em 24 de fevereiro de 1987 no clero da recém-fundada Diocese de Tyler.
Papa Bento XVI nomeou-o bispo de Tyler em 29 de setembro de 2012. A ordenação episcopal lhe foi dada pelo Arcebispo de Galveston-Houston, Daniel Cardeal DiNardo, em 28 de novembro do mesmo ano; os co-consagradores foram Álvaro Corrada del Rio SJ, bispo de Mayagüez, e Michael Jarboe Sheehan, arcebispo de Santa Fe.
Joseph Strickland é um dos signatários de um apelo multilíngue de Carlo Maria Viganò em 7 de maio de 2020 com o título latino "Veritas liberabit vos!" (A verdade vos libertará, João 8,32) referido no portal da Internet kathisch.de da Conferência Episcopal Alemã como um "conglomerado de mitos de conspiração e pseudociência". O texto queixa-se de que, a pretexto da pandemia COVID-19, os direitos e liberdades fundamentais de muitos cidadãos são "restringidos de forma desproporcional e injustificável"; a saúde pública não deve se tornar um álibi "para libertar as autoridades civis de seu dever de agir com sabedoria para o bem comum". Afirma-se, ainda, que crescem as dúvidas sobre o real risco de contágio do coronavírus, e que o relato da pandemia é denominado "alarmismo". As medidas de contenção adotadas incentivaram a ingerência de "potências estrangeiras" com graves consequências sociais e políticas. Existem forças “interessadas em criar pânico na população” e promover “o isolamento dos indivíduos” para poder manipulá-los e controlá-los melhor”. Este é “o preocupante prelúdio para a criação de um governo mundial que está além de qualquer controle”. O texto foi descrito por vários meios de comunicação como absurdo e as teses expressas como teorias da conspiração.
Strickland celebrou a Missa Tridentina pela primeira vez em junho de 2020, descrevendo-a como reverente e bela. Strickland encorajou os católicos a comparecerem à Missa nessa forma do rito romano e encorajou os católicos adeptos da Missa Tridentina a comparecerem à Missa de Paulo VI, que ele disse que também poderia ser celebrada com reverência.
No mesmo ano, em uma carta à sua diocese sobre as vacinas contra a COVID-19, Strickland escreveu: "Peço que rejeitem qualquer vacina que use restos mortais de crianças abortadas". Mais tarde, ele tuitou: "O fato é que QUALQUER vacina disponível hoje envolve o uso de crianças assassinadas antes mesmo de nascerem". Ele acrescentou: "Renovo meu compromisso — não prolongarei minha vida USANDO crianças assassinadas. Isso é maligno. ACORDEM!".
Em setembro de 2020, depois que o pastor James Altman fez um vídeo afirmando "Você não pode ser católico e ser democrata", Strickland disse a seus seguidores para "prestar atenção a esta mensagem" de Altman, endossando o vídeo e elogiando Altman por "coragem".
Em dezembro de 2020, Strickland discursou em um comício em Washington DC , realizado por apoiadores do presidente Donald Trump que tentavam anular o resultado da eleição presidencial dos Estados Unidos de 2020.
Em 8 de julho de 2022, Strickland republicou um vídeo do jornal católico tradicionalista The Remnant, que criticava ferozmente o Papa Francisco, descrevendo-o, entre muitas coisas, como um "palhaço diabolicamente desorientado". Em maio de 2023, postou online "Rejeito o programa [do Papa Francisco] de minar o Depósito da Fé".
Em junho de 2023, foi revelado que o Dicastério para os Bispos em Roma havia concluído uma visita apostólica à diocese de Tyler. As visitas são frequentemente um prelúdio para uma ação disciplinar do Vaticano contra um bispo. Em uma carta aberta aos fiéis da Diocese de Tyler em outubro, Strickland se recusou a renunciar, "porque isso seria eu abandonando o rebanho que me foi confiado pelo Papa Bento XVI". Depois, comentou que o Papa Francisco apoiou um "ataque ao sagrado" pelo Vaticano.
O Papa Francisco dispensou o Bispo Strickland do governo da diocese em 11 de novembro de 2023.  A rara remoção ocorreu dois meses após a notícia de que, após a visita apostólica, vários cardeais seniores aconselharam o Papa Francisco a pressionar Strickland a renunciar. Francisco nomeou o bispo Joe Steve Vásquez como administrador interino da diocese.